# کامنتس
شهر کامنتس (به آلمانی: Kamenz) در ایالت زاکسن در کشور آلمان واقع شده‌است.